# Municipalità di Circular Head
La municipalità di Circular Head è una delle 29 local government areas che si trovano in Tasmania, in Australia. Essa si estende su di una superficie di 4.917 chilometri quadrati ed ha una popolazione di 8.188 abitanti. La sede del consiglio si trova a Smithton.